# Schüttorf
Schüttorf − miasto w Niemczech, w kraju związkowym Dolna Saksonia, w powiecie Grafschaft Bentheim, siedziba gminy zbiorowej Schüttorf.
1 listopada 2011 do miasta przyłączono gminę Suddendorf, która stała się jego dzielnicą.

## Położenie
Schüttorf leży nad rzeką Vechte, ok. 5 km na wschód od miasta Bad Bentheim i ok. 20 km na południowy wschód od miasta Nordhorn. Miasto skupia się na południowo-zachodnim brzegu rzeki Vechte, która płynie dalej do Holandii. Najwyższym punktem miasta leży ok. 48 m n.p.m. Schüttorf leży u podnóża góry Bentheimer Berg na zachodnich zboczach znajduje się las Teutoburski. Miasto posiada w sumie około 89 hektarów terenów leśnych.

## Geografia
Szczególną cechą regionu było występowanie wydm. Są to stosunkowo duże otwarte przestrzenie wokół miasta, które są wykorzystywane w przeważającej części do rolnictwa. Większość mieszkańców żyje w domach jednorodzinnych.
.

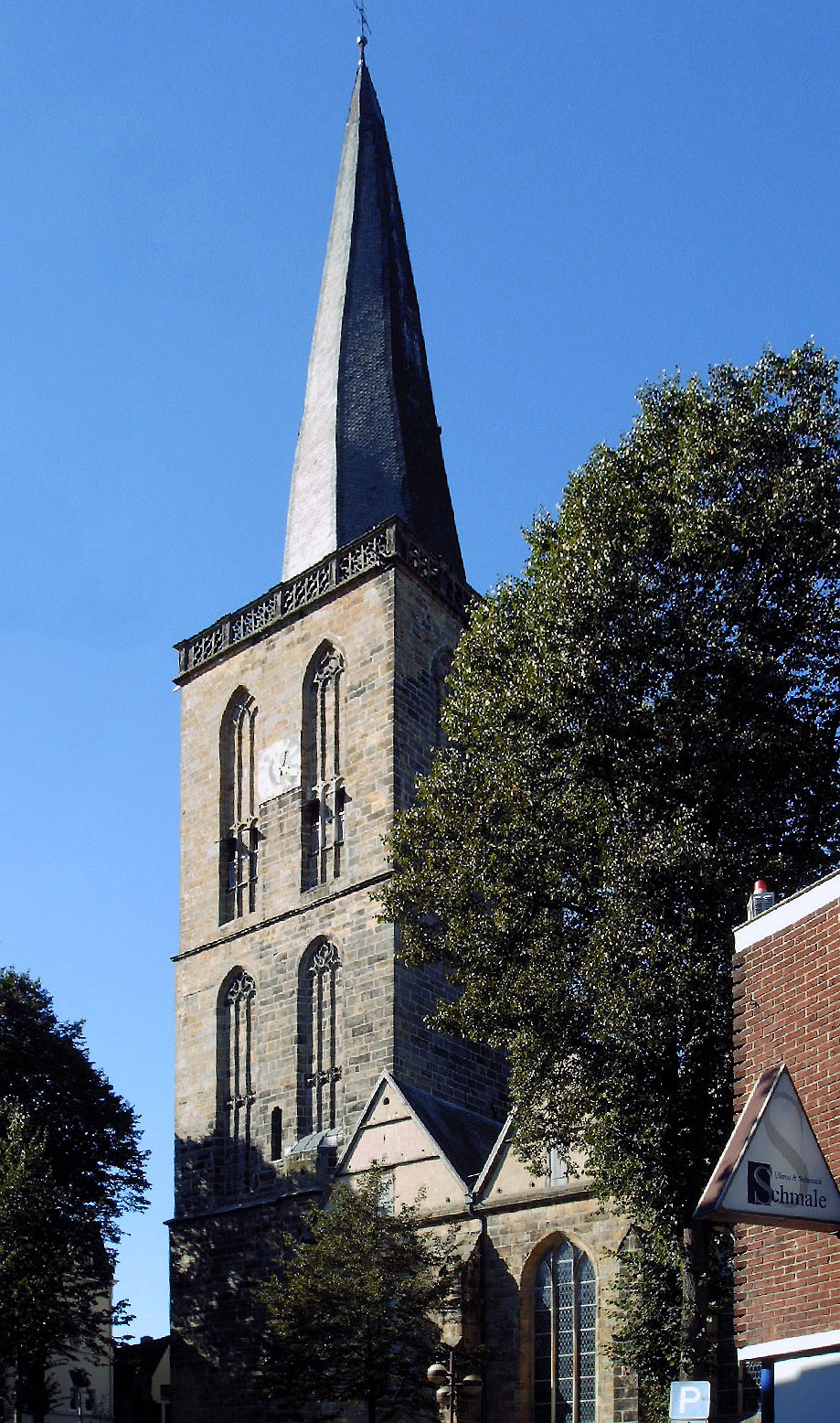
Kościół Reformowany w mieście Schüttorf

Po zakończeniu budowy autostrady A30 i autostrady A31 zostały rozbudowane bezkolizyjne skrzyżowania autostrad, dzięki czemu rozwinął się przemysł i handel. Piękny krajobraz zalewowy znajduje się na północny zachód od miasta, w nizinnym obszarze Vechte. Znajduje się tu wiele stawów, które zostały przez powodzie ponownie wypełnione. Znajduje się tu również wiele gatunków motyli i innych owadów, oraz zimorodki, czajki, perkoz dwuczuby. W centrum można znaleźć tereny rekreacyjne, takie jak zbiorniki wodne czy miejsca, w których regularnie występują podtopienia.

## Klimat
Schüttorf leży w strefie umiarkowanej Europy Środkowej. Średnia roczna temperatura wynosi 8,5 stopnia Celsjusza, średnie ciśnienie atmosferyczne 1015,2 Hektopaskala, a średnie roczne opady deszczu 700 do 800 mm. Klimat subatlantycki sprawia, że znacznie bardziej łagodne są zimy a lata umiarkowanie ciepłe. W Schüttorf nie ma odrębnego centrum meteorologicznego. Najbliższa stacja meteorologiczna znajduje się w Nordhorn.

## Mieszkańcy
18 kwietnia 2005 Schüttorf zamieszkiwało 11 711 mieszkańców, z czego 40,7% to ewangelicy-reformowani, 14,9% luteranie, 22,1% katolicy i 22% z członków lub innych społeczności religijnych. W Schüttorf jest 942 cudzoziemców (8%), największą grupę wśród nich stanowią Turcy (448), następnie Holendrzy (187). Nierdzenni obywatele Niemiec stanowią 16,2% społeczności Schüttorf.